# Incisocalliope dilatatus
Incisocalliope dilatatus is een vlokreeftensoort uit de familie van de Pleustidae. De wetenschappelijke naam van de soort is voor het eerst geldig gepubliceerd in 1984 door Ishimaru.